# Haras de la Tuilerie
Le Haras de la Tuilerie est l'un des plus anciens haras de l'Orne en Basse-Normandie. Un ancêtre de l'actuel propriétaire s'y est installé dès 1863.
Cet établissement a été très actif en 2023.

## Description
Situé à Silly-en-Gouffern tout près d'Argentan, et proche du célèbre Haras national du Pin, il bénéficie de la même veine de terre. Ses prairies vallonnées s'étendent de part et d'autre de la rivière l'Ure, entre la petite et la grande forêt de Gouffern.  
Le haras a reçu le label Equures, certifiant son respect du bien-être du cheval.